# Église Saint-Gondon de Saint-Gondon
L’église Saint-Gondon est une église française située à Saint-Gondon dans le département du Loiret en région Centre-Val de Loire.

## Présentation
Elle date des XIe et XVIe siècles. Le clocher date de 1865 renferme une cloche en bronze, datant de 1729.

### Patrimoine classé à titre d'objet
Les éléments classés au titre d'objet aux Monuments historiques sont les suivants :
- une cloche[1] ;

- un vase décoratif (vase cornet)[2] ;

- un retable[3] ;

- une peinture nommée Crucifixion[4] ;

- deux dalmatiques[5] ;

- un bénitier[6].